# Иовицэ, Владимир Игнатьевич

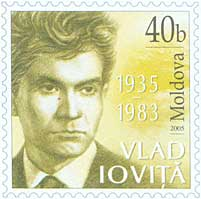
Почтовая марка Молдовы, 2005 год

Влади́мир Игна́тьевич Ио́вицэ (рум. Vlad Ioviţă; 25 декабря 1935, Кочиеры, Бессарабия — 23 июня 1983, Кишинёв) — советский и молдавский кинорежиссёр, сценарист и прозаик.

## Биография
Родился 25 декабря 1935 года в селе Кочиеры.
Окончил Высшие курсы сценаристов и режиссёров. Работал на студии «Молдова-фильм».
В основном ставил картины исторической тематики, чаще по собственным сценариям.
Работал также в документальном кино.
Умер 23 июня 1983 года в Кишинёве.

## Награды
- Государственная премия Молдавской ССР (1976).

## Фильмография

### Режиссёр
- 1969 — Свадьба во дворце
- 1973 — Дмитрий Кантемир (совместно с Виталием Калашниковым)
- 1975 — Конь, ружьё и вольный ветер
- 1977 — Сказание о храбром витязе Фэт-Фрумосе
- 1980 — У Чёртова логова

### Сценарист
- 1967 — Нужен привратник
- 1972 — Вика, я и фельетон (короткометражный)
- 1973 — Дмитрий Кантемир
- 1974 — Долгота дня
- 1975 — Конь, ружьё и вольный ветер
- 1977 — Сказание о храбром витязе Фэт-Фрумосе
- 1980 — У Чёртова логова